# Bitva u Kokosových ostrovů
Bitva u Kokosových ostrovů byla námořní bitva první světové války, jež se uskutečnila 9. listopadu 1914. Došlo k ní u Kokosových ostrovů a křižník Emden se v ní utkal s křižníkem HMAS Sydney.
Na začátku války Německá východoasijská eskadra opustila přístav Čching-tao v Číně a vypravila se na strastiplnou cestu do německých přístavů, kam však nakonec žádná z jejích lodí nedoplula. Během cesty zvítězila v bitvě u Coronelu a byla poražena v bitvě u Falklandských ostrovů. Na počátku plavby se od eskadry oddělil křižník Emden, kterému velel kapitán Karl von Müller. Úkolem Emdenu bylo přepadat britské obchodní lodě. 28. října svedl bitvu u Penangu a koncem října ho hledalo kolem 60 válečných plavidel.
Na jednom z Kokosových ostrovů Direction Island byla umístěna radiová a telegrafní stanice, jež byla důležitá pro spojeneckou komunikaci přes Indický oceán. A právě tu si vybral Müller jako svůj další cíl. 9. listopadu v šest hodin ráno připlul Emden k ostrovu. Personál Eastern Telegraph Company odeslal zprávu o svém napadení a po německých varovných výstřelech se odmlčel. Němci vylodili na ostrově útočnou skupinu, které velel Hellmuth von Mücke. Tato skupina se na ostrově nesetkala s odporem, a tak bez problémů stanici zničila.

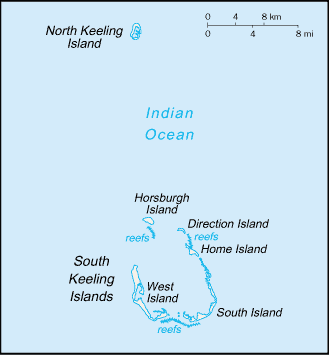
Kokosové ostrovy

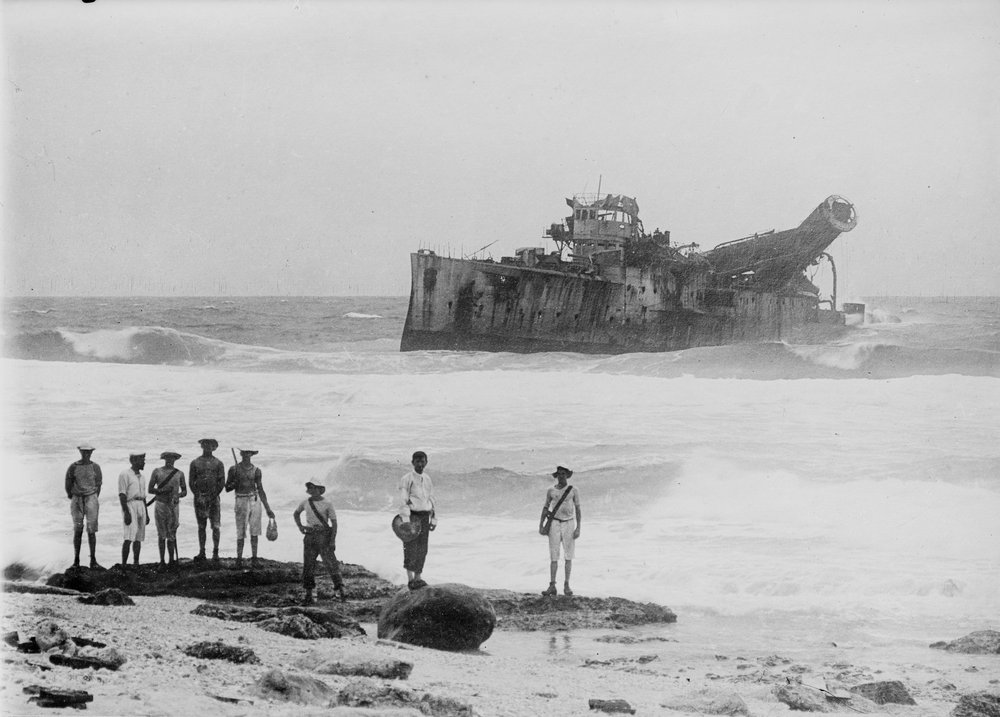
Vrak Emdenu několik let po bitvě

Vysílání o pomoc zachytily lodě konvoje převážející vojáky z Austrálie do Egypta, když byly asi 80 km od ostrova. Ochranu konvoje tvořily australské křižníky Melbourne a Sydney, britský Minotaur a japonský Ibuki. Velitel konvoje odeslal lehký křižník Sydney radiové stanici na pomoc.
Okolo půl desáté Emden spatřil Sydney. Okamžitě začala příprava k boji. Na vyzvednutí Mückeho skupiny z ostrova nezbyl čas. Emden zpočátku zaznamenal několik úspěšných zásahů, ale nepodařilo se mu australský křižník vážněji poškodit a postupně se začala projevovat převaha lépe vyzbrojeného křižníku Sydney. V 11:20 se Müller rozhodl najet na břeh u North Keeling Island, aby se v té době již značně poškozený Emden vyhnul potopení. Sydney se mezitím vydal pronásledovat zásobní loď Emdenu, Němci ukořistěný parník Buresk, a zpět se vrátil až okolo 16. hodiny. Poté byl Emden ještě chvíli ostřelován, neboť nestáhl bojové zástavy, nicméně posádka nakonec vyvěsila bílou vlajku a vzdala se. Zahynulo 131 mužů a ostatní, včetně 65 zraněných, byli zajati.
Muži, kteří zůstali na Direction Island, se zmocnili škuneru Ayesha, se kterým dopluli 13. prosince do neutrálního Padangu na Sumatře. Odtud odpluli německou obchodní lodí (Choising) a připluli 9. ledna 1915 na území spojenecké Osmanské říše (přesně do Jemenu, který tehdy ještě Turecku patřil).
Následně se muži vydali na dlouhou a složitou cestu domů. Cestovali zčásti po moři podél pobřeží a střídavě pouští, přes Džiddu, pak do Al-Uly na severozápadě dnešní Saúdské Arábie, následně vlakem do Istanbulu a odtud teprve do Německa.